# Stuart Marshall
Stuart Marshall (* 7. Mai 1949 in Manchester; † 31. Mai 1993) war ein britischer Filmregisseur.

## Leben und Werk
Stuart Marshall wurde in England geboren und studierte Kunst in Hornsey und an der University of Wales, Newport. Den Master machte er im Fach Komposition und Musikethnologie an der Wesleyan University bei Alvin Lucier in den USA. Marshall hatte Lehraufträge an der Northumbria University und dem Chelsea College of Art and Design.
Marshall war Gründungsmitglied von London Video Arts, Mitglied des Film and Video Panel of the Arts Council und Assessor beim Council for National Academic Awards. Er war aktiv im Bereich der Neuen Musik, Videokunst, Performance, Installation, lehrte und schrieb Essays und Artikel über Film, Video und Sexualpolitik. Marshall war AIDS-Aktivist.
Bright Eyes (1984) handelt über Homosexualität und über die historischen und sozialen Zusammenhänge von AIDS. Der Film wurde 1987 auf der documenta 8 gezeigt.
Der Film Desire (1989) ist eine Studie über Sexualität in Deutschland zwischen 1910 und 1945, über die Verfolgung von Homosexuellen durch die Nazis. Drehort ist das KZ Flossenbürg.
Marshall schrieb das Drehbuch zu A Bit of Scarlet (1997), bei dem Andrea Weiss die Regie führte und Ian McKellen in der Hauptrolle zu sehen ist.